# Винт (рассказ)
«Винт» — рассказ Антона Павловича Чехова, написанный в 1884 году и впервые опубликованный в том же году в санкт-петербургском юмористическом журнале «Осколки» № 39 под первоначальным заглавием «Новинка (Вниманию гг. винтёров)» за подписью А. Чехонте.

## Публикации
Рассказ «Винт», написанный А. П. Чеховым в 1884 году, был впервые опубликован в том же году в журнале «Осколки» № 39 с подписью А. Чехонте под заглавием «Новинка (Вниманию гг. винтёров)». Под ним же был помещен в первом издании сборника «Пестрые рассказы» (1886), а во втором и последующих изданиях выходил под окончательным названием «Винт». Был включен в собрание сочинений писателя, издаваемое А. Ф. Марксом.
При жизни Чехова рассказ переводился на болгарский, польский, сербохорватский и чешский языки.

## История
История создания рассказа известна в записи со слов И. П. Чехова, младшего брата автора: «Интересно, как написан был рассказ „Винт“. Иван Павлович приехал и стал рассказывать, что в их уезде все играют в винт. А. П. заинтересовался. Кому-то пришла фантазия масти назвать министерствами. А. П. сел за стол и написал рассказ. Но Лейкин [Н. А. Лейкин с 1882 по 1906 г.  был издателем и редактором журнала «Осколки»] рассказ возвратил: не цензурно. Пришлось переделать и масти назвать казенной палатой, губернским правлением и т. п. В таком виде рассказ прошел».
Сохранился рапорт цензора И. П. Альбединского (1845 — после 1917) от 12 января 1890 года, составленный в связи с рассмотрением вопроса о публичном чтении рассказа. В документе с явным неодобрением передается содержание произведения: «Начальник губернского правления (то есть вице-губернатор), возвращаясь домой из театра, видит свет в окнах правления. Заинтересованный, он заходит посмотреть, что там делается, и застает подчиненных за винтом. Вместо карт у них наклеенные фотографии чиновников. Туз треф — сам вице-губернатор, дама — его жена и т. д. Трефы — масть Министерства внутренних дел, черви — Казенная палата, бубны — Министерство народного просвещения и пики — Отделение государственного банка. Начальнику так нравится остроумная (?) выдумка подчиненных, что он сам садится с ними за эти импровизированные карты и играет до утра. Я признаю настоящий рассказ окончательно неудобным для исполнения перед публикой». В рапорте стоит резолюция начальника  Главного управления по делам печати (главного цензора Российской империи) Е. М. Феоктистова — «Запретить». 

## Критика
Критик Н. К. Михайловский отмечал, что в рассказе «Винт» Чехов проявил «изумительную изобретательность по части смехотворных эффектов». В другой статье тот же рецензент привел «Винт» в качестве одного из примеров «хорошеньких вещиц», контрастирующих с поздними творениями писателя: «В последних произведениях г. Чехова, вместо прежнего жизнерадостного убеждения в равноценности всего сущего, звучит такая страшная тоска, такое отчаяние, какого нельзя было бы ожидать от автора „Налима“, „Винта“ и множества других хорошеньких вещиц».
Писатель И. А. Бунин, который считал Чехова «одним из самых замечательных русских писателей», сетовал, что «до «Мужиков», далеко не лучшей его вещи, большая публика охотно читала его; но для нее он был только занятный рассказчик, автор "Винта", "Жалобной книги"».
Свое мнение о рассказе «Винт» высказывали критики Я. В. Абрамов, К. К. Арсеньев, П. Н. Краснов.
Так, Яков Абрамов подчеркивает, что в таких юмористических произведениях А. П. Чехова, как «Винт», «замечается кое-что большее, нежели невинное вышучивание курьезных явлений. Как ни забавен этот рассказ… читая его, вы непременно задумаетесь над тою пустотою жизни, которая заставляет людей тратить время и силы на изобретение винта с надворными и действительными статскими советниками и увлекаться этою ерундою до забвения всего. Как ни смешна вся рассказанная Чеховым история, — не только хочется по прочтении ее смеяться, а невольно становится на душе грустно. Этот-то своеобразный юмор, будящий в душе грустные настроения, и является весьма характерною чертою таланта Чехова».

## Персонажи
- Андрей Степанович Пересолин, Серафим Звиздулин, Степан Кулакевич, Еремей Недоехов, Иван Писулин — чиновники городского правления.

## Сюжет
Ненастной осенней ночью чиновник городского правления Андрей Степанович Пересолин в экипаже возвращался домой из театра. Проезжая мимо правления, он с удивлением заметил свет в окнах дежурной комнаты. Неужели его подчиненные вчетвером до сих пор не управились с отчетом, подумал он. И решил поторопить их. Приказав кучеру остановиться, вышел из экипажа и через черный ход проник в здание. Он заглянул в слегка приотворенную дверь дежурной комнаты и увидел, что чиновники — Серафим Звиздулин, Степан Кулакевич, Еремей Недоехов и Иван Писулин, — сидя за столом, играют в карты, вроде бы в винт. Впрочем, нет — судя по долетавшим до начальника загадочным репликам, это какая-то неслыханная и невиданная игра. Ее участники то и дело вперемежку с карточными терминами упоминали государственный банк, казенную палату, губернское правление и пр. А вот один из них произнес его фамилию: заявил, что у Писулина «Пересолин на руках». Дальше — больше: «А мы твоего Пересолина по зубам... У нас Рыбников есть… Показывайте Пересолиху! Нечего вам ее, каналью, за обшлаг прятать!»
К чему тут меня приплели, да еще и жену, не понимаю, маялся Пересолин. Готовый во что бы то ни стало разобраться в происходящем, он стремительно вошел в комнату. При виде грозного начальника перепуганные чиновники побросали карты. И он разглядел, что на столе лежат фотографические карточки, наклеенные на игральные карты. Рассматривая их, Пересолин увидел себя, жену, многих коллег…
Он потребовал от подчиненных объяснить, как они в это играют. Оказалось, что в новой модификации винта мастями выступают названия учреждений, действительные статские советники значатся тузами (Пересолину было приятно узнать, что он — туз), статские советники — королями, супруги особ IV и V класса — дамы, коллежские советники — валеты и т. д. Андрей Степанович, признав выдумку оригинальной, предложил сыграть. И они сели за стол.
В семь утра сторож Назар, придя со щеткой подмести помещение, был потрясен представшей перед ним картиной: бледный от недосыпа Пересолин наставлял партнера, как надо правильно играть в винт. По окончании лекции чиновники, выставив Назара из комнаты, по инициативе «туза» продолжили игру.